# Netzschkau
Netzschkau – miasto w Niemczech, w kraju związkowym Saksonia, w okręgu administracyjnym Chemnitz, w powiecie Vogtland, siedziba wspólnoty administracyjnej Netzschkau-Limbach.

## Współpraca
Miejscowość partnerska:
- Rosbach vor der Höhe, Hesja